# Kanton Mundolsheim
Mundolsheim is een voormalig kanton van het Franse departement Bas-Rhin. Het werd op 13 juli 1973 per decreet gecreëerd door het af te scheiden van kanton Schiltigheim, en maakte tot 1 januari 2015 deel uit van het arrondissement Strasbourg-Campagne. Beide administratieve eenheden werden op die datum opgeheven. Het gebied van kanton Mundolsheim werd verdeeld over andere kantons.

## Gemeenten
Het kanton Mundolsheim omvatte de volgende gemeenten:
- Achenheim
- Breuschwickersheim
- Eckbolsheim
- Hangenbieten
- Ittenheim
- Lampertheim
- Mittelhausbergen
- Mundolsheim (hoofdplaats)
- Niederhausbergen
- Oberhausbergen
- Oberschaeffolsheim
- Reichstett
- Souffelweyersheim
- Wolfisheim